# جدعون منساه
جدعون منساه (انگلیسی: Gideon Mensah؛ زادهٔ ۱۸ ژوئیهٔ ۱۹۹۸) بازیکن فوتبال اهل غنا است.
از باشگاه‌هایی که در آن بازی کرده‌است می‌توان به باشگاه فوتبال ردبول زالتسبورگ اشاره کرد.
وی همچنین در تیم ملی فوتبال غنا بازی کرده‌است.